# Moniliformis kalahariensis
Moniliformis kalahariensis är en hakmaskart som beskrevs av Meyer 1931. Moniliformis kalahariensis ingår i släktet Moniliformis och familjen Moniliformidae. Inga underarter finns listade i Catalogue of Life.